# Стрејаци
Стрејаци (словен. Strejaci) су насељено место у општини Дорнава, Подравска регија, Словенија.

## Историја
До територијалне реорганизације у Словенији били су у саставу старе општине Птуј.

## Становништво
У попису становништва из 2011. године, Стрејаци су имали 57 становника.
| Број становника према пописима | Број становника према пописима | Број становника према пописима |
| ------------------------------ | ------------------------------ | ------------------------------ |
| 1991                           | 2002                           | 2011                           |
| 55                             | 51                             | 57                             |